# 珠爾默特那木札勒
珠尔默特那木札勒（藏語：གྱུར་མེད་རྣམ་རྒྱལ，威利转写：gyur med rnam rgyal，？—1750年）藏族，西藏江孜人，清朝西藏郡王。颇罗鼐次子。

## 生平
乾隆四年（1739年），因其父颇罗鼐平定阿尔布巴之乱有功，封为头等台吉。乾隆十二年（1747年）颇罗鼐病故，珠尔默特那木札勒袭封郡王。乾隆十四年（1749年），珠尔默特那木札勒不服驻藏大臣和七世达赖，袭占阿里地区，乾隆十五年（1750年）十月十三日，珠尔默特那木札勒在驻藏大臣衙署被驻藏大臣傅清、拉布敦诱杀，两人旋即被其余党所杀。乾隆帝派四川总督策楞领兵进藏平定叛乱后，颁布《西藏善後章程》十三條，废除西藏郡王頭銜，由驻藏大臣协同达赖、班禅管理西藏事务。